# Abessinspett
Abessinspett (Dendropicos abyssinicus) är en fågel i familjen hackspettar inom ordningen hackspettartade fåglar. Den förekommer i öppna bergsskogar i nordöstra Afrika. Arten minskar i antal, men beståndet anses vara livskraftigt.

## Utseende och läte
Abessinspetten är en liten och kortstjärtad hackspett. Den har rent guldgrön rygg och vita strimmor i ansiktet som ramar in en mörk kind. Hanen har röd hjässa, honan mörk. Den liknar kardinalspetten, men skiljer sig genom något större storlek, mörk kind och mer gyllene rygg. Fågeln är relativt tystlåten, men avger ett ljust och skallrande läte.

## Utbredning och systematik
Fågeln förekommer på savann och på höglandet i Etiopien och Eritrea. Den behandlas som monotypisk, det vill säga att den inte delas in i några underarter.

## Levnadssätt
Abessinspetten hittas i bergsbelägen öppen skog.

## Status och hot
Arten har ett stort utbredningsområde, men tros minska i antal, dock inte tillräckligt kraftigt för att den ska betraktas som hotad. Internationella naturvårdsunionen IUCN listar arten som livskraftig (LC).